# Felice Rospigliosi
Felice Rospigliosi (ur. 19 lutego 1639 w Pistoi, zm. 9 maja 1688 w Rzymie) – włoski kardynał. Był bratankiem papieża Klemensa IX (1667–1669) oraz młodszym bratem mianowanego w grudniu 1667 kardynała Giacomo Rospigliosiego (1628–1684).

## Życiorys
Felice uzyskał nominację dopiero od następcy swego wuja na tronie papieskim, Klemensa X (1670–1676) na konsystorzu 16 stycznia 1673. Nominacja ta miała charakter gestu rendere il cappello; ponieważ Klemens X (Emilio Altieri) otrzymał kapelusz kardynalski od Klemensa IX, w dowód wdzięczności powołał do Świętego Kolegium jednego z jego krewnych. Jednocześnie Felice uzyskał dyspensę od przeszkód kanonicznych, tj. nieposiadania jakichkolwiek święceń oraz przynależności jego starszego brata do grona kardynałów.
Jako kardynał Felice Rospigliosi był członkiem siedmiu kongregacji kardynalskich:
- Kongregacji ds. Soboru Trydenckiego (od 1674),
- Kongregacji Konsystorialnej (od 1676),
- Kongregacji ds. Kościelnych Immunitetów (od 1676),
- Kongregacji ds. Odpustów i Świętych Relikwii (od 1676),
- Kongregacji ds. Egzaminowania Biskupów (od 1679),
- Kongregacji ds. Stanu Zakonnego (od 1682),
- Kongregacji ds. Wizytacji Apostolskich (od 1682).

Uczestniczył w konklawe 1676. Po śmierci brata w 1684 został jego następcą na stanowisku archiprezbitera bazyliki Matki Bożej Większej (S. Maria Maggiore). Był także protektorem chóru Kaplicy Sykstyńskiej (od 17 czerwca 1678) oraz zakonu kapucynów (od 1684).
Zmarł w wieku 49 lat w Palazzo Mazzarini w Rzymie. Jego pogrzeb odbył się 11 maja 1688 w bazylice Matki Bożej Większej.